# Paluxysaurus
Paluxysaurus ('paluxyödla'), var en dinosaurie uppkallad efter staden Paluxy i Texas, USA. Den var 20 meter lång och 6 meter hög och fanns i Nordamerika.[källa behövs]